# Gianfranco Borsari
Gianfranco Borsari (Modena, 19 gennaio 1942) è un allenatore di calcio ed ex calciatore italiano, di ruolo difensore.

## Carriera

### Giocatore
Stopper cresciuto nel Modena, disputa le sue due prime stagioni in Serie C con Rapallo Ruentes ed Empoli. Tornato al Modena, gioca con i canarini sette campionati di Serie B risultando una delle bandiere della squadra gialloblu.
Nel 1971 viene ceduto al Frosinone dove termina la carriera nel 1973 dopo aver disputato altri due campionati di Serie C.

### Allenatore
Allenò il Carpi nella stagione 1979-1980.